# Ion Prisada
Ion „Bebe” Prisada (n. 1929, Buzău - d. 3 noiembrie 2008) a fost un saxofonist, flautist și șef de orchestră de jazz din România.
Absolvent al Institutului muzical militar (1949). Cântă apoi în ansamblurile M.A.I. (1950-1954), în orchestra Sfatului popular al Capitalei (1954-1957), în cea Electrecord (1957-1964), în orchestra de estradă a Radioteleviziunii care a acompaniat deseori la progamul de televiziune "Steaua fără nume".
La fel a făcut parte din formația Perpetuum Mobile împreună cu Marius Țeicu, Ion Cristinoiu, Mihai Dumbravă, Mihai Viziru.
A participat la festivaluri de jazz din țară (Ploiești, Sibiu etc.).

## Premii
- Premiul de aur la Festivalul tineretului, Moscova, 1957
- Premiul de aur la Festivalul de la Karlovy Vary, 1962
- Premiul de aur la Festivalul de la Tallinn ( URSS)
- Premiul juriului la Jazz Jamboree, Varșovia, 1961